# 源 (食品製造会社)
源（みなもと）は、富山県富山市にある食品製造会社。富山の郷土料理である「ますのすし（鱒寿司）」「ぶりのすし」、富山駅などで販売されている駅弁などを製造している。

## 概要
富山県に、鱒寿司を製造するメーカーは多いが、「源」はもともとが駅弁業者であり，所謂ます寿司店とは別のものと地元では扱われている。事業規模は「源」が圧倒的に大きい上に販路も広く、他県のデパートや物産展、駅弁大会などでも扱われる機会が多い。「ますのすし」という表記は源が使い始めたものではあるが、知名度の向上とともにごく少数の他店でも追随するものが出てきている。
本店には見学コースがあり、ますのすしの製造や旅と食文化を扱った展示を行っている（ますのすしミュージアム）。レストランや直売所も併設されており、観光ツアー旅行に組み込まれる観光スポットとなっている。

## 沿革
| 年           | 月 | 事柄 |
| ------------ | -- | --- |
| 江戸時代     |    | 富山町旅篭町で旅館と紙屋を営んでいた                                                                                |
| 明治時代初期 |    | 桜木町にて「天人楼・日新楼」を経営                                                                                  |
| 1900         | ?  | 旅館「富山ホテル」を開業                                                                                            |
| 1908         | 11 | 富山駅の開業にあわせ創業、構内営業人となる                                                                          |
| 1910         | ?  | 富山ホテル支店に調理場を併設                                                                                        |
| 1912         | ?  | ますのすしの販売を開始                                                                                              |
| 1946         | ?  | 社団法人国鉄構内営業中央会に加盟                                                                                    |
| 1962         | 5  | 株式会社化 |
| 1965         | ?  | ますのすしのパッケージが、中川一政により描かれた現行のものとなる                                                    |
| 1966         | 12 | 高岡駅に駅ビルテナントとして進出                                                                                    |
| 1971         | 12 | 名古屋駅地下街に進出                                                                                                |
| 1976         | 4  | 富山インター店を開設                                                                                                |
| 1985         | 7  | 黒部インター店を開設                                                                                                |
| 1987         | 4  | レストハウス、売店、見学コースを備えた現在の本社工場が完成                                                          |
| 1995         | 11 | 愛称を『ますのすし本舗 源』と定める                                                                                 |
| 1997         | 10 | 北陸自動車道 徳光PA（上り）のまっとう車遊館に松任車遊館店を開設                                                     |
| 1998         | 4  | 高岡駅の駅弁業者「宮島商店」が撤退した後を受けて構内営業を開始                                                      |
| 2005         | 7  | 金沢駅の金沢百番街に金沢百番街店を開設 (それ以前も北陸トラベルサービスの駅弁売店で「ますのすし」自体は売られていた) |
| 2009         | 9  | 本社工場を改装し、ますのすしミュージアムがオープン                                                                  |
| 2015         | 5  | 魚津駅構内の売店跡に「魚源商店」を開設（2019年6月に閉店）                                                           |

## 主な商品

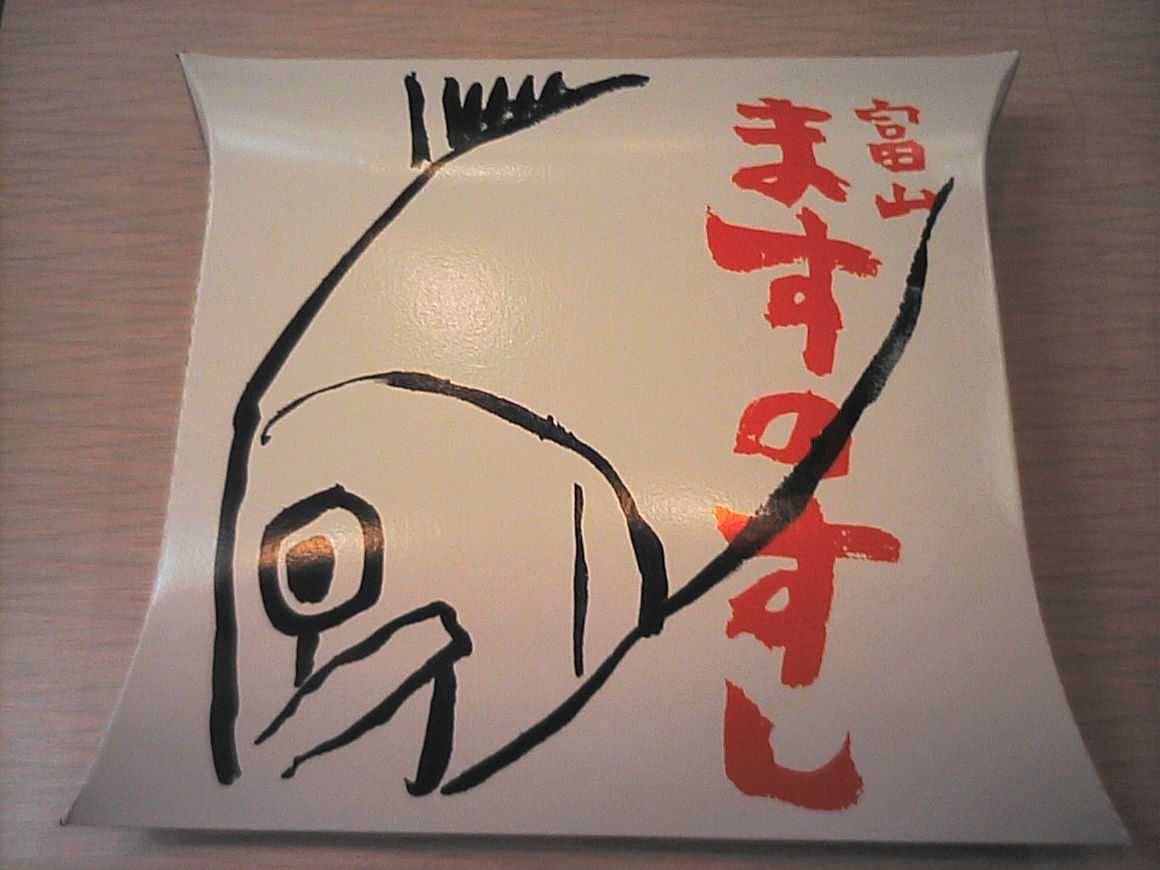
主力商品「ますのすし」

### ますのすし
富山の郷土料理である鱒寿司だが、源が展開する鱒寿司は「ますのすし」という商品名である。笹で包んだ鱒押し寿司を木製のわっぱに入れ、紙容器に格納したもの。パッケージのイラストは、中川一政による。富山県を代表する駅弁・みやげものになっているほか、富山空港でも空弁として売られている。
「一重」「二重」「特選」のグレードのほか、限定商品「伝承館ますのすし」「竹ずし」がある。
なお、「伝承館ますのすし」に使用されるマスはサクラマスだが、現在では神通川で獲れたマスではなく、主に北海道産を使用している。

### ぶりのすし
鰤と蕪を使った押し寿司。1957年発売。「ますのすし」と「ぶりのすし」をセットにした「ますぶりすし重ね」という商品もある。
かぶら寿司をモチーフにしたものという意見もあるが、源としては関係の有無について公言していない。

### 駅弁
駅弁としては、富山駅・高岡駅・新高岡駅で販売されている。
- ますのすし弁当・ぶりのすし弁当

ますのすし及びぶりのすしを食べやすいパッケージに入れ弁当としたもの。
- 富山味づくし・富山湾弁当

松花堂弁当様式の駅弁。
- 幕の内弁当

定番の幕の内弁当。
など

## 販売場所
- 富山駅、高岡駅、新高岡駅、魚津駅構内
- 本店（富山県富山市南央町37-6）
- 富山インター店
- 黒部インター店
- 砺波インター店
- 金沢百番街店
- 北陸自動車道　尼御前SA（上り線）
- 北陸自動車道　米山SA（下り線）
- 富山きときと空港売店
- NEWDAYS

JR東日本の駅構内で展開するコンビニ。多くの店舗で扱っている。
そのほか、スーパーマーケットの惣菜コーナーや各地で行われる物産展、駅弁大会など、富山県や近隣各県のみならず様々な地域で販売されている。

## ギャラリー

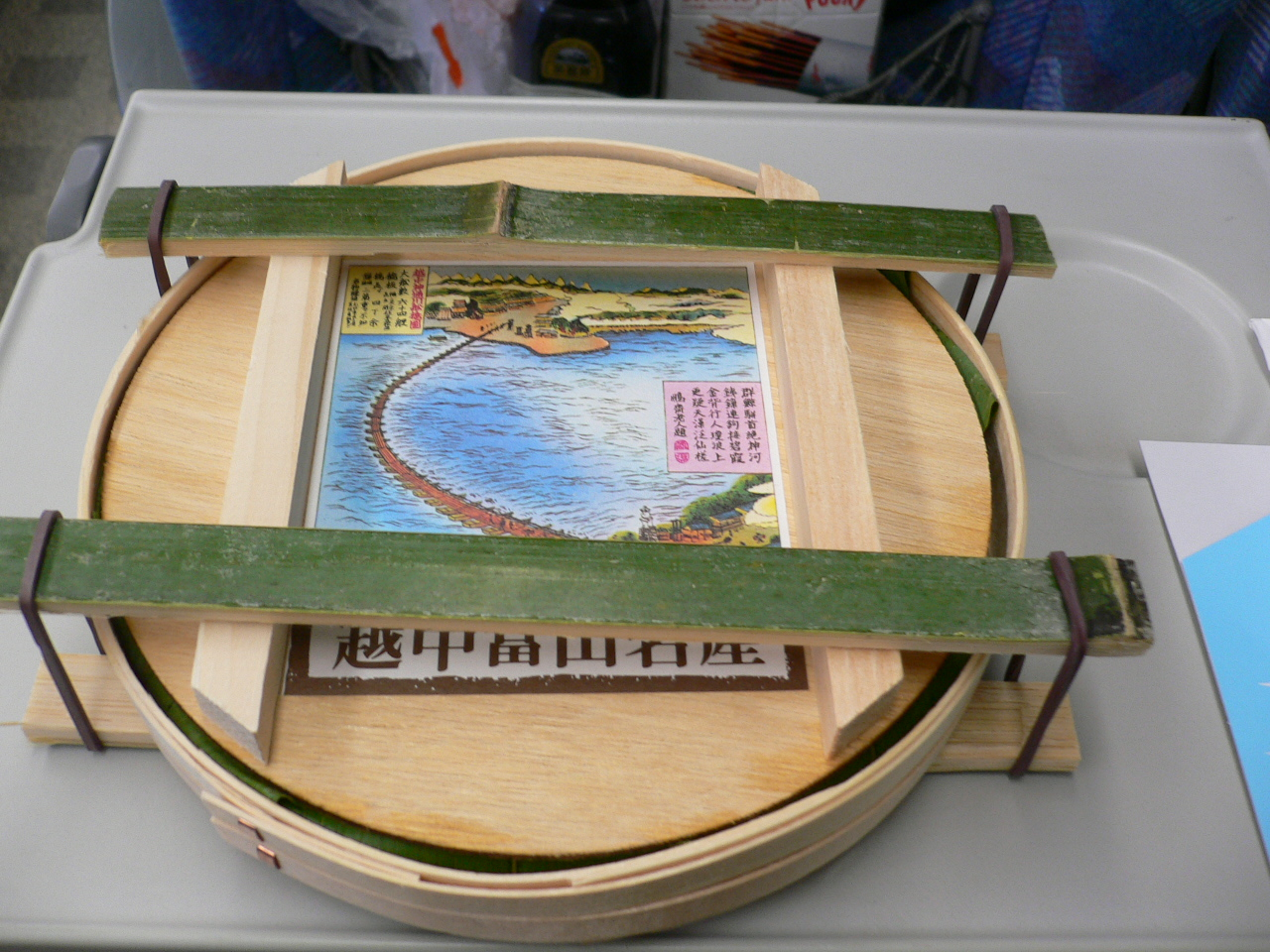
内装
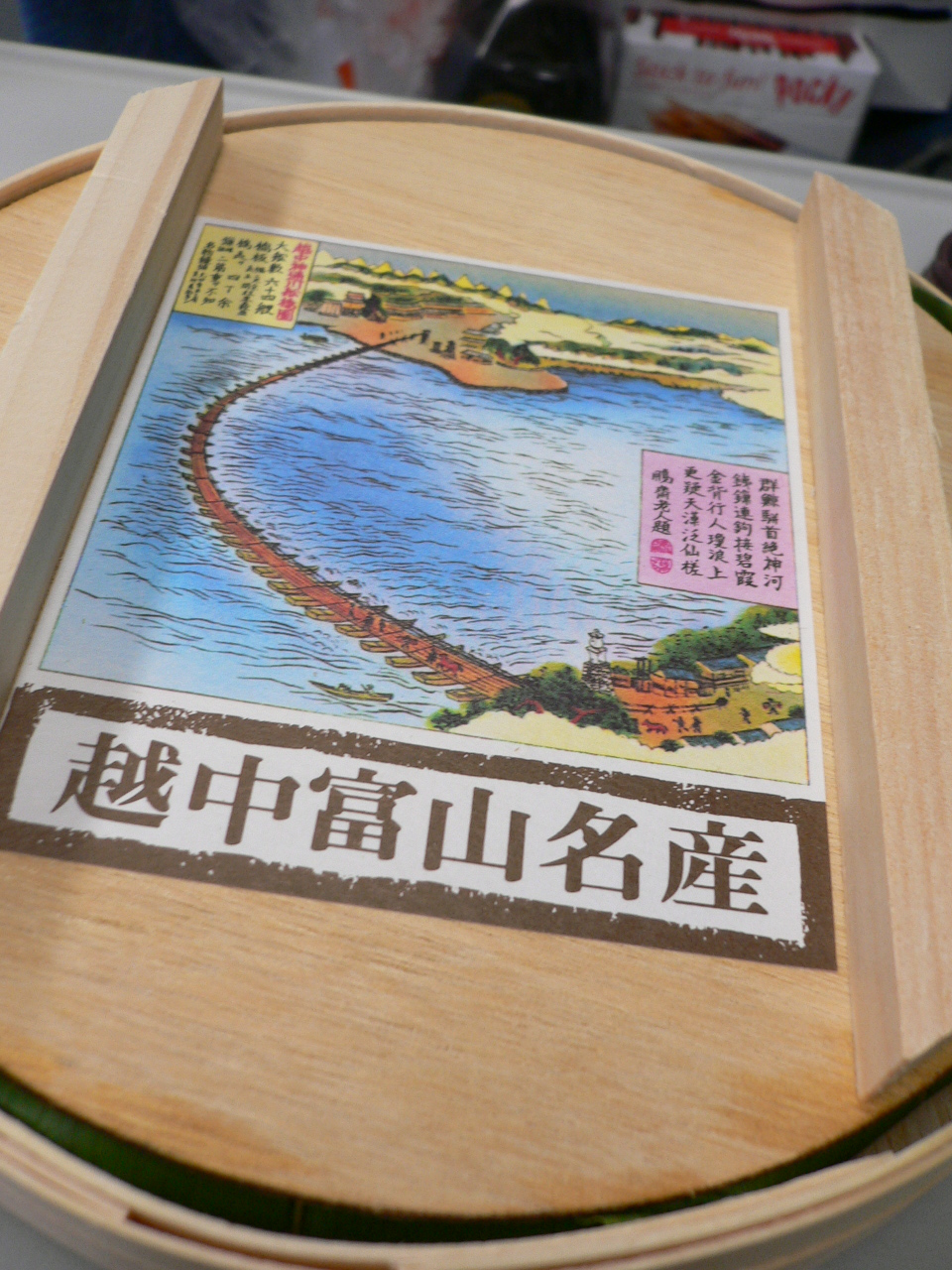
蓋の表面
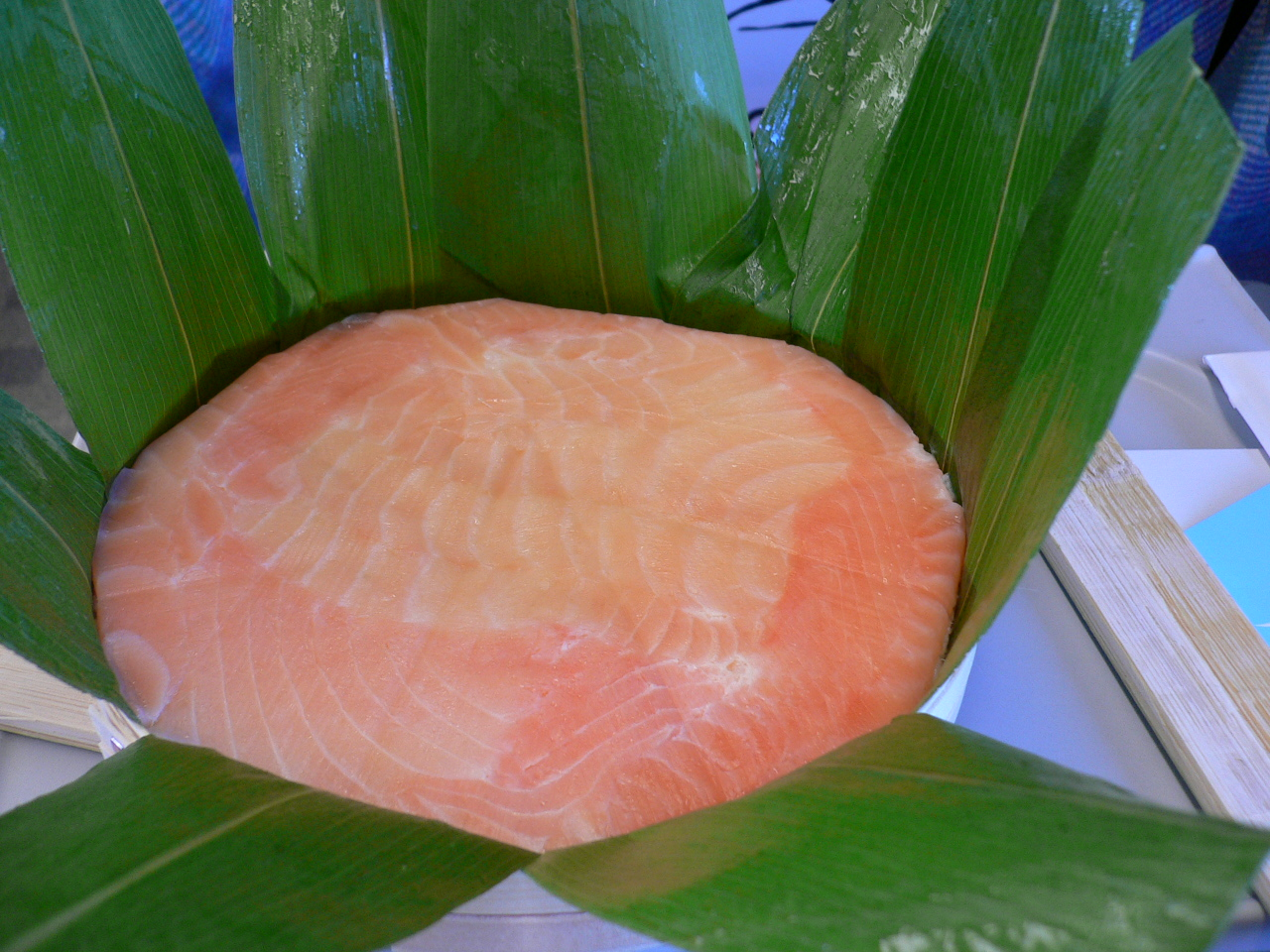
笹を開いた中身